# Questprobe: Featuring Human Torch and the Thing
Questprobe: Featuring Human Torch and the Thing — заключительная часть трилогии Questprobe, приключенческий квест с участием персонажей Marvel Comics Человека-факела и Существа.

## Разработка
Игра была разработана Скоттом Адамсом и выпущена студией Adventure International в 1985 году и выпущена для Atari, Apple II, ZX Spectrum, Commodore 16 и Commodore 64. Первоначально планировалось создание 12 игр, однако банкротство Adventure International в 1986 году положило конец игровой серии.

## Критика
Джон Суини из Page 6 отметил: «В игре есть несколько красивых иллюстраций — если вы не против подождать, пока они загрузятся».
Дерек Брюстер из Crash раскритиковал проект: «Третья часть не учитывает спрос рынка приключенческих игр. Я нахожу маловероятным, что люди так сильно заинтересованы в ошеломляюще сложных играх, созданных с таким безразличием».
В своём ревью, Computer and Video Games заключили: «Могу лишь сказать, что это было блестяще! Проходите мимо игры, если осмелитесь».
По мнению обозревателя Your Sinclair «игра по-прежнему достаточно интересна, чтобы заставить вас приложить усилия, поскольку вы задаётесь вопросом, находится ли решение в битве с Пузырём, внутри циркового шатра или в маленьких горячих руках самого Человека-факела».
Дэвид Уильямс из Your Computer заявил: «Questprobe 3 определенно станет огромным хитом, но мне кажется, что база данных Адамса немного неоднозначна, а цена игры слишком высока. Несмотря на это я сомневаюсь, что эти причины удержат любого потенциального супергерая от покупки игры».
Питер Суизи из ZX Computing назвал Questprobe: Featuring Human Torch and the Thing «неплохой игрой» по сравнению с такими продуктами, как игры Level 9.
Zzap!64 отметил: «Как и во всех играх Скотта, описания локаций чрезвычайно скудны, хотя в данном случае графика настолько высокого качества, что на атмосферу игры данный недостаток особо не влияет. Тем не менее, это определенно не игра для текстовых фанатиков».
Commodore Computing International охарактеризовала игру следующим образом: «Хорошее приключение, но довольно сложное. Несмотря на медленный темп повествования, оно детально проработано, а два персонажа, которыми нужно управлять, отклоняются от стандартного маршрута жанра приключений».
Ричард Прайс из Sinclair User раскритиковал «труднодоступное начало игры» и высказался о её сложности: «Если вы не достаточно умны, чтобы пройти вступление за один или два раза, вы вполне можете в конечном счёте почувствовать себя обманутым и разочароваться».